# Тууль, Освальд Яанович
Освальд Яанович Тууль - один из организаторов советского партизанского движения в Эстонии.

## Биография
Родился 14 (27) марта 1906 года в Лифляндской губернии Российской империи в семье батрака. 
С 1921 года начал трудовую деятельность рабочим-слесарем.
В 1922 году вступил в комсомольское и коммунистическое подполье Эстонии. В 1922-1923 гг. - ответственный организатор Коммунистического союза молодёжи Эстонии по Тартускому уезду. Член коммунистической партии Эстонии (КПЭ) с 1923 года.
В 1923 - 1926 гг. - политзаключённый в Эстонии.
С 1926 года учился в СССР в Коммунистическом университете национальных меньшинств Запада им. Ю. Мархлевского.
С 1930 года - заместитель секретаря, а затем секретарь нелегального бюро ЦК КПЭ, с 1931 года - 2-й секретарь ЦК КПЭ.
В марте 1931 года был арестован эстонскими властями и приговорен к 12 годам каторги.
В 1938 году был освобождён по амнистии, приехал в СССР, работал на заводах Ленинграда.
В 1941 году был инструктором ЦК КП(б)Э.
После начала Великой Отечественной войны - уполномоченный Эстонского комитета обороны по Тартускому уезду.
23 июля 1941 года постановлением ЦК КП(б)Э был создан республиканский штаб по руководству партизанским движением в Эстонии, который первоначально возглавил секретарь ЦК ЛКСМ Эстонии Ф. В. Окк (позднее, его сменил Херман Роог), в состав штаба вошли также Херман Арбон, Артур Ваха и Освальд Тууль.
В августе 1941 года участвовал в боях под Нарвой.
После отступления советских войск в Вируском уезде осталась партизанская группа, которой руководили Херман Роог и Освальд Тууль. Партизаны получили радиопередатчик и оружие, оборудовали лесную базу в районе деревни Вийвиконна, начали действовать, но вскоре были выявлены гитлеровцами. X. Роог и О. Тууль были схвачены и расстреляны немецкими оккупантами.

## Память
- в честь О. Я. Тууля был назван сухогруз проекта 1284 «Освальд Тууль» 1976 года постройки (Эстонское морское пароходство ММФ СССР).